# (8617) 1980 PW
(8617) 1980 PW là một tiểu hành tinh vành đai chính. Nó được phát hiện bởi Zdeňka Vávrová ở Đài thiên văn Kleť gần České Budějovice, Cộng hòa Séc, ngày 6 tháng 8 năm 1980.